# Ranunculus penicillatus
Espèce
Synonymes
- Batrachium penicillatum Dumort.
- Batrachium penicillatum Dumort.
- Ranunculus aquatilis (Syme) Freyn
- Ranunculus aquatilis (Syme) Freyn
- Ranunculus calcareus Butcher
- Ranunculus calcareus Butcher
- Ranunculus fluitans auct.-non
- Ranunculus fluitans auct.-non
- Ranunculus pseudofluitans (Syme) Newbould
- Ranunculus pseudofluitans (Syme) Newbould

Statut de conservation UICN

 LC  : Préoccupation mineure
La Renoncule pénicillée ou Renoncule à pinceau (Ranunculus penicillatus) est une espèce de plante à fleurs de la famille des Renonculacées.

## Description
Ce sont des plantes aquatiques.

## Liste des sous-espèces et variétés
Selon NCBI (19 juillet 2013) :
- sous-espèce Ranunculus penicillatus subsp. pseudofluitans

Selon Tropicos (19 juillet 2013) (Attention liste brute contenant possiblement des synonymes) :
- sous-espèce Ranunculus penicillatus subsp. penicillatus
- sous-espèce Ranunculus penicillatus subsp. pseudofluitans (Syme) S.D. Webster
- sous-espèce Ranunculus penicillatus subsp. pseudofluitans Webster
- variété Ranunculus penicillatus var. pseudofluitans (Syme) S.D. Webster
- variété Ranunculus penicillatus var. vertumnus C. Cook

## Statut
En France, cette plante est protégée dans le Nord-Pas-de-Calais.